# Katharina Berrío Quintero
Katharina Berrío Quintero geb. Katharina Groß (* 1990) ist eine deutsche Pianistin und Hochschullehrerin.

## Leben und berufliche Tätigkeit
Katharina Berrío Quintero wuchs in Wiesental (Waghäusel) auf und fing bereits im Alter von sechs Jahren mit dem Klavierspiel an. Sie studierte in Rostock, Berlin, Helsinki und Medellín. Zu ihren Lehrern zählten auch Matthias Kirschnereit und Björn Lehmann. Sie besuchte Meisterkurse von Künstlern ihres Faches und arbeitete zuletzt intensiv mit dem Pianisten Péter Nagy zusammen.
Sie hatte zahlreiche Konzertauftritte im In- und Ausland, wie bei den Sommerlichen Musiktagen Hitzacker, den Festspielen Mecklenburg-Vorpommern und dem Moritzburg Festival, dem Kyoto International Students Festival in Japan sowie dem CAFe Budapest in Ungarn. Sie hatte Hörfunk- und Fernsehaufnahmen sowie Konzertmitschnitte beim NDR, SWR, ZDF und beim Deutschlandfunk. Sie war Stipendiatin des Deutschen Musikwettbewerbs und wurde mehrfach in die Bundesauswahl Konzerte Junger Künstler (BAKJK) aufgenommen.
Durch ihr großes Interesse an der Neuen Musik kam sie mit zeitgenössischen Komponisten wie Hans-Christian von Dadelsen, Sven Daigger, Helmut Lachenmann, Aribert Reimann, Wolfgang Rihm und Isidora Zebeljan in Kontakt.
Sie ist Dozentin für Klavier an der Hochschule für Musik und Darstellende Kunst in Frankfurt am Main. Im Februar 2025 wurde sie als Professorin an die Hochschule für Katholische Kirchenmusik und Musikpädagogik berufen.

## Auszeichnungen
- 6. International Piano Competition, New York (erster Preis)[4]
- 8. International Piano Competition, Campillos in Spanien (dritter Preis)[4]